# أبو قبیس
ابو قبیس روستایی در سوریه است که در استان حماه واقع شده‌است.

## خصوصیات
ابو قبیس ۷۵۸ نفر جمعیت دارد.